# Silberg (Kirchhundem)
Silberg is een deel van de gemeente Kirchhundem in het district Olpe in Noordrijn-Westfalen in Duitsland.
Silberg ligt aan de Uerdinger Linie, in het traditionele Nederduitse gebied van de dialect Westfaals. Silberg ligt in het Sauerland. Er wonen circa 500 inwoners in Silberg.
Ahe · 
Albaum · 
Alpenhaus · 
Arnoldihof · 
Benolpe · 
Berghof · 
Bettinghof · 
Böminghausen · 
Böminghauser Werk · 
Brachthausen · 
Breitenbruch · 
Haus Bruch · 
Emlinghausen · 
Erlhof · 
Flape · 
Heidschott · 
Heinsberg · 
Herrntrop · 
Hofolpe · 
Kirchhundem · 
Kohlhagen · 
Kruberg · 
Mark · 
Marmecke · 
Oberhundem · 
Rahrbach · 
Rhein-Weser-Turm · 
Rinsecke · 
Rüspe · 
Schwartmecke · 
Selbecke · 
Silberg · 
Stelborn · 
Varste · 
Welschen Ennest · 
Wirme · 
Würdinghausen